# 1001 filmer du måste se innan du dör
1001 filmer du måste se innan du dör (originaltitel: 1001 Movies You Must See Before You Die) är en bok sammanställd av Steven Jay Schneider.
Boken innehåller essäer om varje film med bidrag av över 70 filmkritiker. Den första upplagan publicerades 2003 och den senaste utgåvan 2018. De medverkande skribenterna inkluderar Adrian Martin, Jonathan Rosenbaum, Richard Peña, David Stratton och Margaret Pomeranz. Varje filmtitel åtföljs av en kort sammanfattning och kritik, en del är illustrerade med fotografier. Filmerna presenteras i kronologisk ordning, från den första 1902 fram till 2000-talet.
I boken blandas storfilmer från Hollywood, som Tjuven i Bagdad, Kameliadamen, Casablanca, Singin' in the Rain, Vem är rädd för Virginia Woolf? och Stjärnornas krig, med kritikerhyllade internationella verk av regissörer som Fellini, Truffaut, Kurosawa och Campion.
Boken har publicerats på flera språk, bland annat nederländska, svenska, grekiska, norska, finska, danska, ungerska, franska och spanska. Dessa utgåvor har kompletterats med några av landets egna filmer, skrivna av inhemska filmkritiker, i Sverige av Stig Björkman.